# Johan Plesner
Johan Frederik Plesner (6. april 1896 i Birkerød – 10. september 1938 i København) var en dansk historiker, søn af pædagogen Joh. Plesner, far til arkitekt Ulrik Plesner.
Plesner var oprindelig sekretær for maleren J.F. Willumsen, men begyndte i 1922 at studere historie på Københavns Universitet. 1927 tog han magisterkonferens og rejste derefter til Firenze, hvor han fortsatte sine studier.
I 1934 resulterede disse studier i disputatsen L'Emigration de la Campagne à la ville libre de Florence au XIIIe siècle, hvor han ved at behandle et italiensk emne på fransk viste en mere international orientering end vanligt hos danske historikere.
Det blev fulgt op med Una rivoluzione stradale del dugento fra 1938. Den internationale orientering medførte bl.a. at han blev bedt om at behandle Italiens økonomi i 1200-tallet i The Cambridge Economic History.
1. august 1931 blev Plesner docent ved det ganske unge Aarhus Universitet, og efter Albert Olsens afgang som professor samme sted overtog Plesner professoratet, som han dog kun kom til at fungere i ganske kortvarigt før han døde i forbindelse med en blindtarmsoperation.
Han er begravet på Birkerød Kirkegård.